# Episodi di American Crime Story (prima stagione)
La prima stagione della serie televisiva American Crime Story, intitolata Il caso O.J. Simpson (The People v. O. J. Simpson: American Crime Story) e composta da dieci episodi, è stata trasmessa in prima visione negli Stati Uniti d'America sul canale via cavo FX dal 2 febbraio al 5 aprile 2016.
In Italia, la stagione è andata in onda in prima visione sul canale satellitare Fox Crime dal 6 aprile all'8 giugno 2016. In chiaro, è trasmessa su Rai 4 dal 16 gennaio 2017.
Il cast principale di questa stagione è costituito da: Sterling K. Brown, Kenneth Choi, Christian Clemenson, Cuba Gooding Jr., Bruce Greenwood, Nathan Lane, Sarah Paulson, David Schwimmer, John Travolta, Courtney B. Vance.
| nº | Titolo originale          | Titolo italiano             | Prima TV USA     | Prima TV Italia |
| -- | ------------------------- | --------------------------- | ---------------- | --------------- |
| 1  | From The Ashes Of Tragedy | Dalle ceneri della tragedia | 2 febbraio 2016  | 6 aprile 2016   |
| 2  | The Run of His Life       | La fuga                     | 9 febbraio 2016  | 13 aprile 2016  |
| 3  | The Dream Team            | Il Dream Team               | 16 febbraio 2016 | 20 aprile 2016  |
| 4  | 100% Not Guilty           | 100% non colpevole          | 23 febbraio 2016 | 27 aprile 2016  |
| 5  | The Race Card             | La carta del razzismo       | 1º marzo 2016    | 4 maggio 2016   |
| 6  | Marcia, Marcia, Marcia    | Marcia, Marcia, Marcia      | 8 marzo 2016     | 11 maggio 2016  |
| 7  | Conspiracy Theories       | Colpo di scena              | 15 marzo 2016    | 18 maggio 2016  |
| 8  | A Jury in Jail            | Una giuria in prigione      | 22 marzo 2016    | 25 maggio 2016  |
| 9  | Manna from Heaven         | I nastri della verità       | 29 marzo 2016    | 1º giugno 2016  |
| 10 | The Verdict               | Il verdetto                 | 5 aprile 2016    | 8 giugno 2016   |

## Dalle ceneri della tragedia
- Titolo originale: From the Ashes of Tragedy
- Diretto da: Ryan Murphy
- Scritto da: Scott Alexander e Larry Karaszewski

### Trama
13 giugno 1994. Nicole Brown Simpson e Ron Goldman vengono trovati uccisi fuori dalla loro casa a Brentwood. L'ex marito di Nicole, la superstar della National Football League e attore O. J. Simpson è il primo sospettato degli omicidi. L'avvocata distrettuale Marcia Clark immediatamente prende parte al caso e scopre che il signor Simpson, in passato, aveva picchiato la ex moglie. Nel frattempo, l'avvocato per la difesa dei neri, Johnnie Cochran, sfida il collega nero, Christopher Darden, il quale non si è affiancato ai suoi cosiddetti fratelli durante quel il periodo di ribellione. Simpson viene interrogato dalla polizia fornendo risposte vaghe che non riescono a ricostruire un ordine cronologico sensato degli eventi successi il 12 giugno. Marcia Clark, ascoltando le registrazioni, ha già le idee chiare: O. J. Simpson è colpevole. 
L'amico di O. J., Robert Kardashian, gli consiglia di assumere uno specialista, l'avvocato delle celebrità Robert Shapiro. Robert però non riesce ad impedire che la polizia trattenga in prigione il signor Simpson il quale, dopo aver saputo del suo mandato d'arresto, dapprima cerca di suicidarsi, poi decide di tentare la fuga con l'amico Al Cowlings a bordo della sua Ford Bronco.
- Guest star: Chris Bauer (detective Tom Lange), Selma Blair (Kris Jenner), Jordana Brewster (Denise Brown), Connie Britton (Faye Resnick), Garrett M. Brown (Lou Brown), Cheryl Ladd (Linell Shapiro), Billy Magnussen (Kato Kaelin), Michael McGrady (detective Phillip Vannatter), Steven Pasquale (detective Mark Fuhrman), Leonard Roberts (Dennis Schatzman), Romy Rosemont (Jill Shively), Keesha Sharp (Dale Cochran), Malcolm-Jamal Warner (Al Cowlings).
- Ascolti USA: telespettatori 5 111 000 – rating 18-49 anni 2,0%[1]

## La fuga
- Titolo originale: The Run of His Life
- Diretto da: Ryan Murphy
- Scritto da: Scott Alexander e Larry Karaszewski

### Trama
In una conferenza stampa il procuratore distrettuale Gil Garcetti emana un mandato di cattura in tutto lo stato della California per la latitanza di O. J. Simpson. Shapiro e Kardashian temono il peggio quando ritrovano le lettere che l'amico aveva lasciato. Shapiro, allora, organizza una conferenza per conto suo per salvarsi la faccia nella quale Kardashian legge le lettere di O. J. Nel frattempo, sull'autostrada, la macchina bianca di O. J. viene notata e alcune persone chiamano la polizia per avvertirla. In questo modo inizia la corsa che verrà trasmessa sui notiziari statunitensi. Ormai alle strette, Simpson decide di tornare a casa per vedere sua madre senza sapere che quest'ultima si trova all'ospedale a causa delle alte palpitazioni per la fuga del figlio. Prima di consegnarsi, O. J. decide di chiamare l'amico Kardashian per avere dei consigli. Simpson viene allora tenuto in custodia e accusato degli omicidi di Nicole Brown Simpson e Ron Goldman.
- Guest star: Chris Bauer (detective Tom Lange), Dale Godboldo (Carl E. Douglas), Cheryl Ladd (Linell Shapiro), Billy Magnussen (Kato Kaelin), Michael McGrady (detective Phillip Vannatter), Angel Parker (Shawn Chapman), Kwame Patterson (Michael Darden), Duane Shepard Sr. (Mr. Darden), Malcolm-Jamal Warner (Al Cowlings).
- Ascolti USA: telespettatori 3 888 000 – rating 18-49 anni 1,5%[2]

## Il Dream Team
- Titolo originale: The Dream Team
- Diretto da: Anthony Hemingway
- Scritto da: D. V. DeVincentis

### Trama
Con Simpson ora in custodia, Shapiro inizia ad assemblare una squadra di difesa, mentre Marcia Clark conferma ai media che Simpson è accusato degli omicidi di Nicole Brown Simpson e Ron Goldman, il che significa che potrebbe essere condannato a morte. La Clark inoltre rivela le prove: il guanto e la prova del DNA. I giornali impazzano per dare la notizia di O. J. Simpson ed il "TIME", in copertina, utilizza una foto che ritrae il famoso atleta in una tinta di pelle scurita. Questo scatena l'indignazione della gente, si parla di un caso di razzismo. Shapiro assume nella squadra F. Lee Bailey, il quale raccomanda Alan Dershowitz. Dershowitz menziona la possibilità di smentire la prova del DNA, visto che la suddetta è stata ritrovata da un agente della polizia dichiaratamente razzista. Pertanto, cavalcando l'onda del razzismo, Shapiro chiede a Simpson, dopo un incontro con Bailey e Kardashian, di accettare Cochran come membro finale della sua squadra di difesa. Riluttante, O. J. accetta. Nel frattempo, l'accusa teme per la squadra di Shapiro.
- Guest star: Selma Blair (Kris Jenner), Chris Conner (Jeffrey Toobin), Dale Godboldo (Carl E. Douglas), Evan Handler (Alan Dershowitz), Larry King (se stesso), Billy Magnussen (Kato Kaelin), Rob Morrow (Barry Scheck), Romy Rosemont (Jill Shively), Keesha Sharp (Dale Cochran).
- Ascolti USA: telespettatori 3 331 000 – rating 18-49 anni 1,3%[3]

## 100% non colpevole
- Titolo originale: 100% Not Guilty
- Diretto da: Anthony Hemingway
- Scritto da: Scott Alexander, Larry Karaszewski, Maya Forbes e Wallace Wolodarsky

### Trama
- Guest star:
- Ascolti USA: telespettatori – rating 18-49 anni

## La carta del razzismo
- Titolo originale: The Race Card
- Diretto da: John Singleton
- Scritto da: Joe Robert Cole

### Trama
- Guest star:
- Ascolti USA: telespettatori – rating 18-49 anni

## Marcia, Marcia, Marcia
- Titolo originale: Marcia, Marcia, Marcia
- Diretto da: Ryan Murphy
- Scritto da: D. V. DeVincentis

### Trama
- Guest star:
- Ascolti USA: telespettatori – rating 18-49 anni

## Colpo di scena
- Titolo originale: Conspiracy Theories
- Diretto da: Anthony Hemingway
- Scritto da: D. V. DeVincentis

### Trama
- Guest star:
- Ascolti USA: telespettatori – rating 18-49 anni

## Una giuria in prigione
- Titolo originale: A Jury in Jail
- Diretto da: Anthony Hemingway
- Scritto da: Joe Robert Cole

### Trama
- Guest star:
- Ascolti USA: telespettatori – rating 18-49 anni

## I nastri della verità
- Titolo originale: Manna from Heaven
- Diretto da: Anthony Hemingway
- Scritto da: Scott Alexander e Larry Karaszewski

### Trama
Vengono ritrovate delle registrazioni che attestano il razzismo dilagante nella polizia di Los Angeles, attraverso la voce del corrotto Detective Mark Furhman, ma per poter essere usate in tribunale a favore di O.J. serve l'autorizzazione di un giudice della contea in cui sono stati reperiti i nastri. Nella prima udienza gli avvocati della difesa, rappresentati da Cochran (Courtney Vance), vengono respinti (il Sud degli Stati Uniti è ancora, se non razzista, diffidente verso i neri), ma al secondo tentativo, Bailey (Nathan Lane) riesce a far ammettere i nastri al processo. Inoltre, il poliziotto registrato muove gravi accuse ed offese nei confronti della moglie del giudice, la quale ha un ruolo importante nella polizia: portare i nastri nel processo significa coinvolgere anche questa donna, il che farebbe escludere, per conflitto di interessi, il marito giudice, col risultato di annullare l'intero processo. Ito, di 13 ore di nastri, ammette solo due frasi razziste, che compromettono il testimone chiave dell'accusa, Furhman.
- Guest star:
- Ascolti USA: telespettatori – rating 18-49 anni

## Il verdetto
- Titolo originale: The Verdict
- Diretto da: Ryan Murphy
- Scritto da: Scott Alexander e Larry Karaszewski

### Trama
Si è giunti alla resa dei conti. L'accusa ribadisce le prove e le precedenti aggressioni a carico di O.J., la difesa sostiene che la polizia di LA, per razzismo, ha voluto incastrare l'imputato, e critica la prova del guanto attraverso lo slogan "Se il guanto non si riesce ad infilare, non si può incriminare". In 4 ore, tempo record, la giuria emette un verdetto di non colpevolezza per entrambe le accuse di omicidio, chiudendo quindi "il processo del secolo" con un'assoluzione.
- Guest star:
- Ascolti USA: telespettatori – rating 18-49 anni